# Kolesárová
Kolesárová (1508 m n.p.m.) – szczyt we wschodniej części Niżnych Tatr (tzw. Kráľovohoľské Tatry) na Słowacji.

## Położenie
Kolesárová  leży w głównym grzbiecie Niżnych Tatr, ok. 2 km na zachód od przełęczy Priehyba i ok. 6 km na północ od wsi Závadka nad Hronom. Szczyt znajduje się na terenie Parku Narodowego Niżne Tatry, którego granica biegnie południowymi stokami Kolesárovéj na wysokości 1320–1400 m n.p.m.

## Charakterystyka
Masyw Kolesárovéj obejmuje fragment grzbietu, który w tym miejscu jest łukowato wygięty ku południowi. Szczyt Kolesárovéj znajduje się w najbardziej na południe wysuniętym punkcie tego łuku. Ku wschodowi grzbiet masywu opada początkowo łagodnie, później coraz stromiej ku wspomnianej przełęczy Priehyba, natomiast w kierunku zachodnim biegnie przez płytkie siodło (1408 m n.p.m.) ku wzniesieniu Oravcovéj (1544 m n.p.m.). Ku północy stoki Kolesárovéj opadają bystro ku dolince potoku Závadská (źródłowy dopływ Ipolticy, natomiast po stronie południowej formują wyraźny, dość szeroki grzbiet, opadający ku dolinie Hronu.
Sam szczyt jest zarośnięty górnoreglową świerczyną, natomiast grzbiet na wschód od niego oraz część stoków opadających z tego grzbietu pokrywają górskie łąki, dawniej będące żywym ośrodkiem pasterskim. Na stokach południowych kilka źródeł oraz kilka starych kolib pasterskich (o różnym stopniu zachowania).

## Turystyka
Głównym grzbietem Niżnych Tatr przez wierzchołek Kolesárovéj biegną czerwone znaki dalekobieżnego szlaku turystycznego zwanego Cesta hrdinov SNP:
- na wschód, na przełęcz Priehyba (1190 m n.p.m.) 45 min. (z powrotem 1:00 godz.);
- na zachód, na  Zadnią Halę (1619 m n.p.m.) 1:10 godz. (z powrotem 1:00 godz.).

Górskie łąki na wschód od wierzchołka są dobrym punktem widokowym, dostarczającym pięknych panoram zwłaszcza w kierunku północnym (m.in. na Tatry Wysokie i Zachodnie oraz południowym (Rudawy Słowackie).